# Можайский, Александр Александрович
Алекса́ндр Алекса́ндрович Можа́йский (24 марта 1863—1922) — вологодский уездный предводитель дворянства, член IV Государственной думы от Вологодской губернии.

## Биография
Из потомственных дворян. Родился 24 марта 1863 года в семье пионера русской авиации контр-адмирала Александра Фёдоровича Можайского (1825—1890) и вологодской дворянки Любови Дмитриевны Кузьминой (1843—1866), дочери надворного советника Дмитрия Ивановича Кузьмина, живших в усадьбе Котельниково под Вологдой.
Землевладелец (344 десятины), домовладелец города Вологды.
По окончании Морского кадетского корпуса служил во флоте, вышел в отставку в чине капитана 2-го ранга.
Избирался гласным Вологодской городской думы, Вологодским уездным предводителем дворянства и председателем Вологодской губернской земской управы. Состоял почетным мировым судьей Усть-Сысольского и Вологодского уездов. В 1911—1913 годах был председателем правления Вологодского общества изучения Северного края.
В 1912 году был избран в члены Государственной думы от Вологодской губернии съездом землевладельцев. Входил во фракцию центра, был членом Прогрессивного блока. Состоял членом и докладчиком комиссии по военным и морским делам.
Умер в 1922 году в Москве. Был женат, имел троих детей.